# Svenska hydrografisk-biologiska kommissionen
Svenska hydrografisk-biologiska kommissionen (SHBK) tillsattes 1901 av kung Oscar II och sorterade under Jordbruksdepartementet. SHBK bildades för att bland annat representera Sverige i Internationella Havsforskningsrådet (ICES). 
Den 1 maj 1901 fick SHBK ett anslag av staten på 38 200 kronor där hälften var en engångssumma och den andra årsbudgeten som skulle utbetalas varje år. SHBK verkade ifrån Bornö hydrografiska fältstation som Otto Pettersson hyrde ut till staten. 
År 1926 fick SHBK en donation på 75 000 kronor från Knut och Alice Wallenbergs stiftelse som användes till att rusta upp och utrusta ett nytt laboratorium och i juli 1929 invigdes Statens Havsfiskelaboratorium, det som nu är Havsfiskelaboratoriet, i Lysekil och den biologiska verksamheten flyttades dit, medan den hydrografiska stannade kvar på Bornö. 
År 1948 inrättades Fiskeristyrelsen och SHBK kom att innefattas av denna nya styrelse. År 1985 övertog SMHI de hydrografiska uppgifterna från Fiskeristyrelsen.